# Johanna Hansson
Johanna Magdalena Hansson, född Andersson 28 augusti 1968, är en svensk bibliotekarie och överbibliotekarie vid Uppsala universitetsbibliotek sedan augusti 2024.
Johanna Hansson har haft flera ledaruppdrag inom bibliotekssektorn. Hon har bland annat varit områdeschef vid Stockholms stadsbibliotek (2010–2014), stadsbibliotekarie i Uppsala (2014–2017) och biträdande överbibliotekarie vid Uppsala universitetsbibliotek (2019–2024). Mellan åren 2018 och 2022 var hon ordförande för Svensk biblioteksförening.
Hansson är dotter till förre landshövdingen i Gotlands län, Thorsten Andersson.